# Philippe Bergeroo
Philippe Bergeroo (13 de gener de 1954) és un exfutbolista francès i entrenador.

## Selecció de França
Va formar part de l'equip francès a la Copa del Món de 1986.